# 3907 Kilmartin
3907 Kilmartin је астероид главног астероидног појаса чија средња удаљеност од Сунца износи 2,795 астрономских јединица (АЈ).
Апсолутна магнитуда астероида је 11,7.